# ハンナ・ユングベリ
ハンナ・ユングベリ（Hanna Carolina Ljungberg, 1979年1月8日 - ）は、スウェーデン・ウメオ出身の元女子サッカー選手である。ポジションはフォワード。
1986年に地元クラブ、マリエヘムSK（Mariehem SK）に入団。1994年にスナーノSK（Sunnanå SK）に移籍。在籍中の1996年2月6日の対スペイン代表戦にて、17歳で代表デビューを飾る。ちなみにこの試合で、スウェーデン代表は8-0で勝利している。
1998年、国内リーグのウメオIKに入団し、引退する2009年まで在籍していた。

## 成績

### 個人
- ディアマントボレン (スウェーデン年間最優秀女子選手)

　2001-02年
- スウェーデン年間最優秀女子フォワード

　2004-05年
- ダームアルスヴェンスカン得点王

　2001-02年 (39得点)
- FIFA年間優秀選手

　2002-03年 (第3位)

### クラブ
ウメオIK
- ダームアルスヴェンスカン　リーグ優勝

　2000年、2001年、2002年、2005年、2006年、2007年、2008年
- スウェーデンカップ

　優勝：2003年、2004年
　準優勝：2005年、2006年
- UEFA女子チャンピオンズリーグ

　優勝：2003年、2004年
　準優勝：2002年、2007-08年

### 代表
スウェーデン女子代表
- FIFA女子ワールドカップ

　準優勝：2003年
- アルガルヴェ・カップ

　優勝：2001年
　準優勝：2002年、2006年、2007年